# TPF-TRN RBDe 567

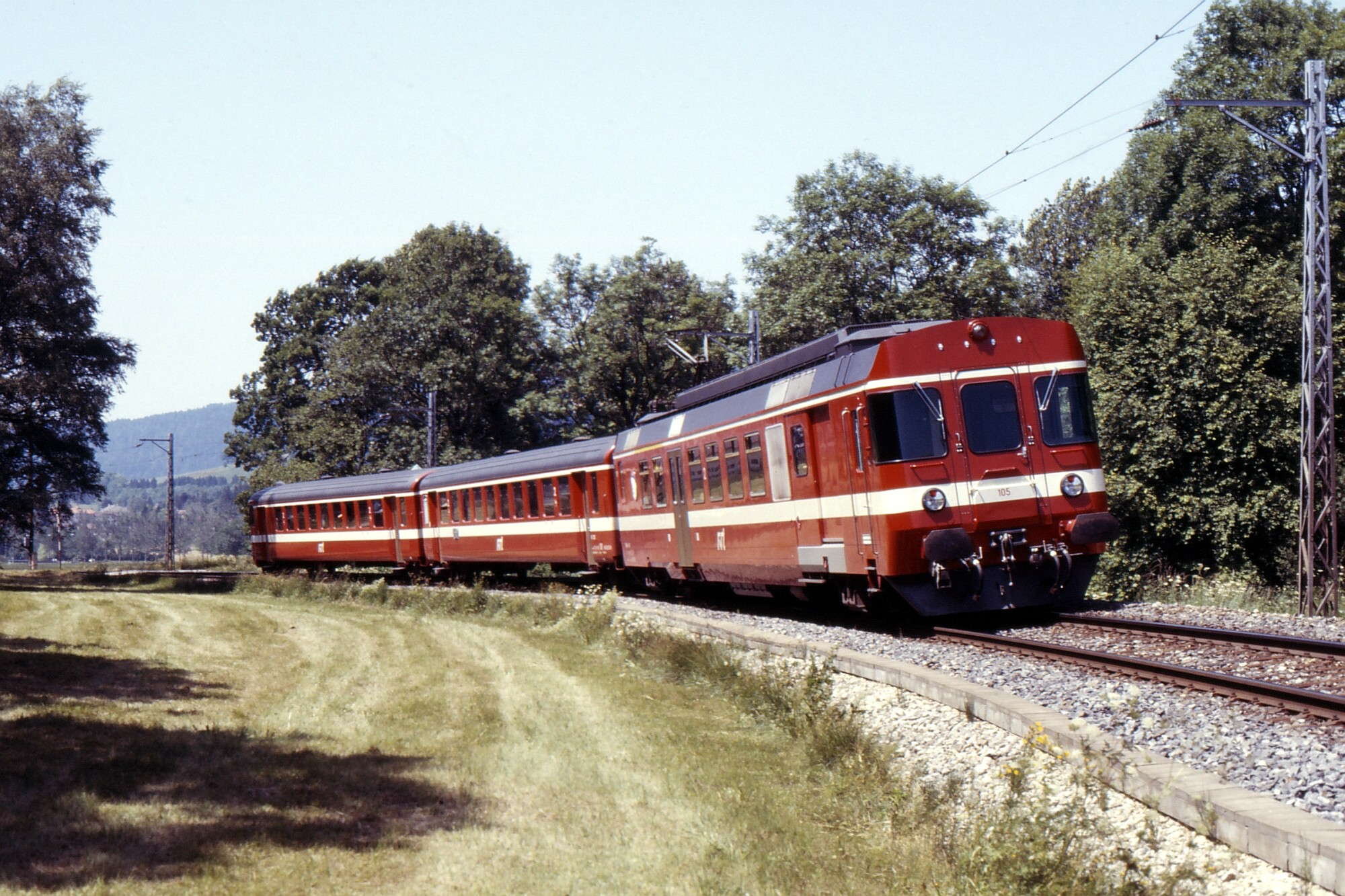
RVT RABDe 4/4 105

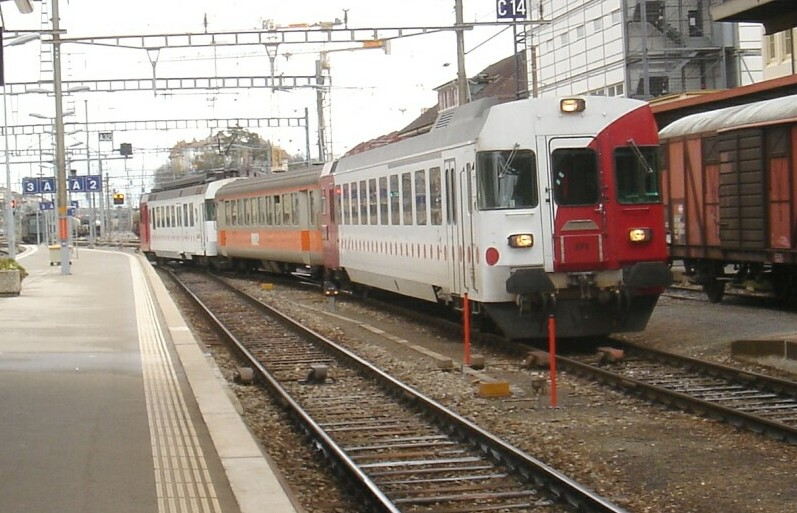
tpf ABt 371 - B 362 - RBDe 567 171 in Neuchâtel

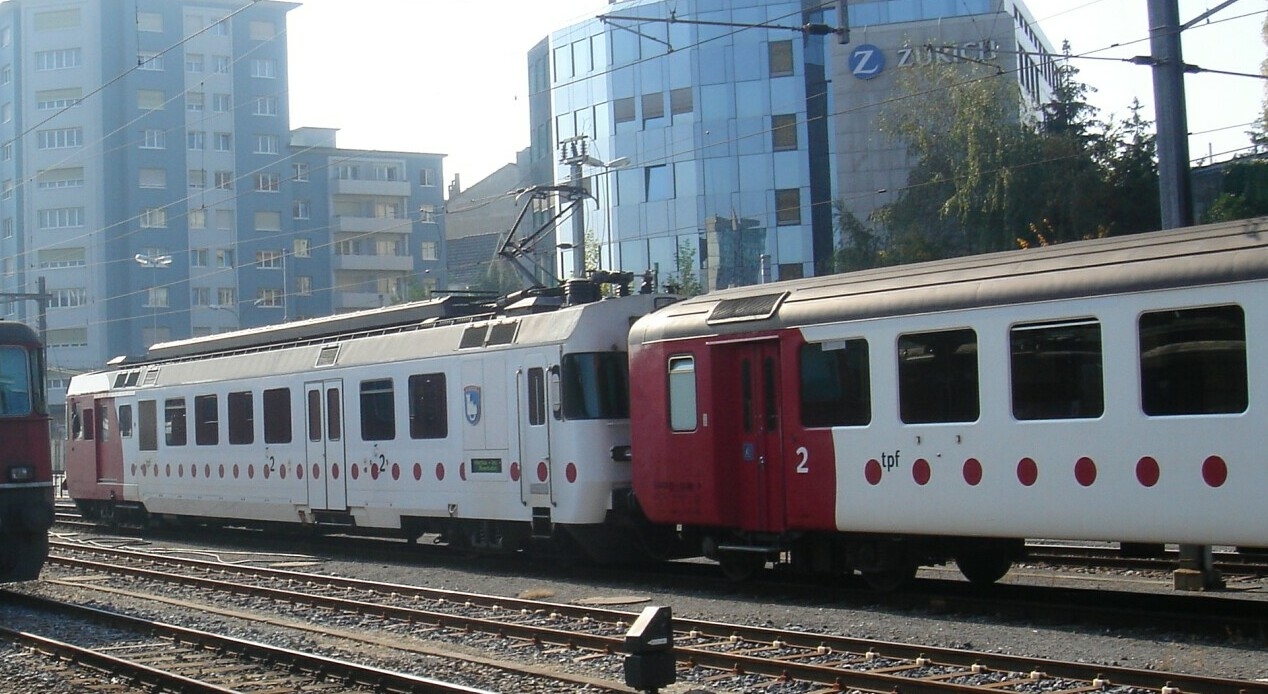
tpf RBDe 567 171 in Freiburg

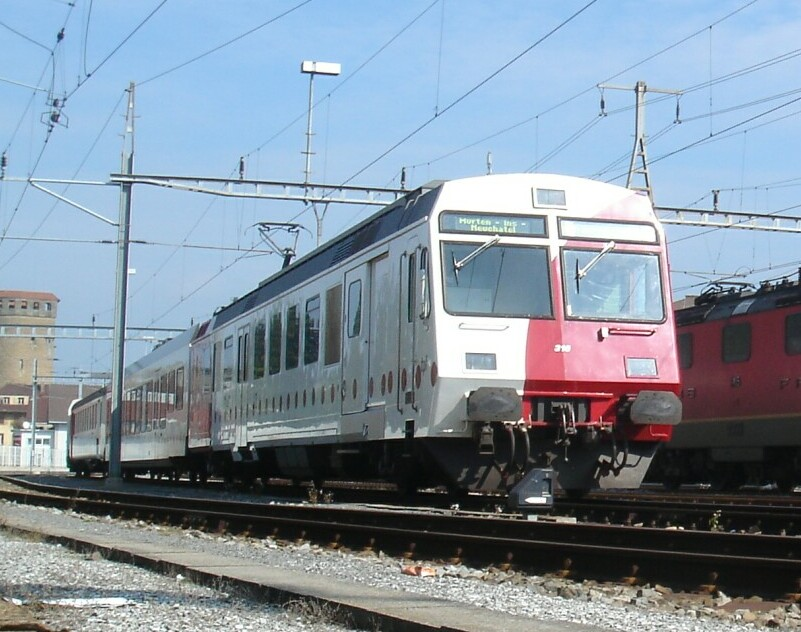
trn RBDe 567 316 im tpf-Anstrich mit tpf B 369 und 361 in Freiburg

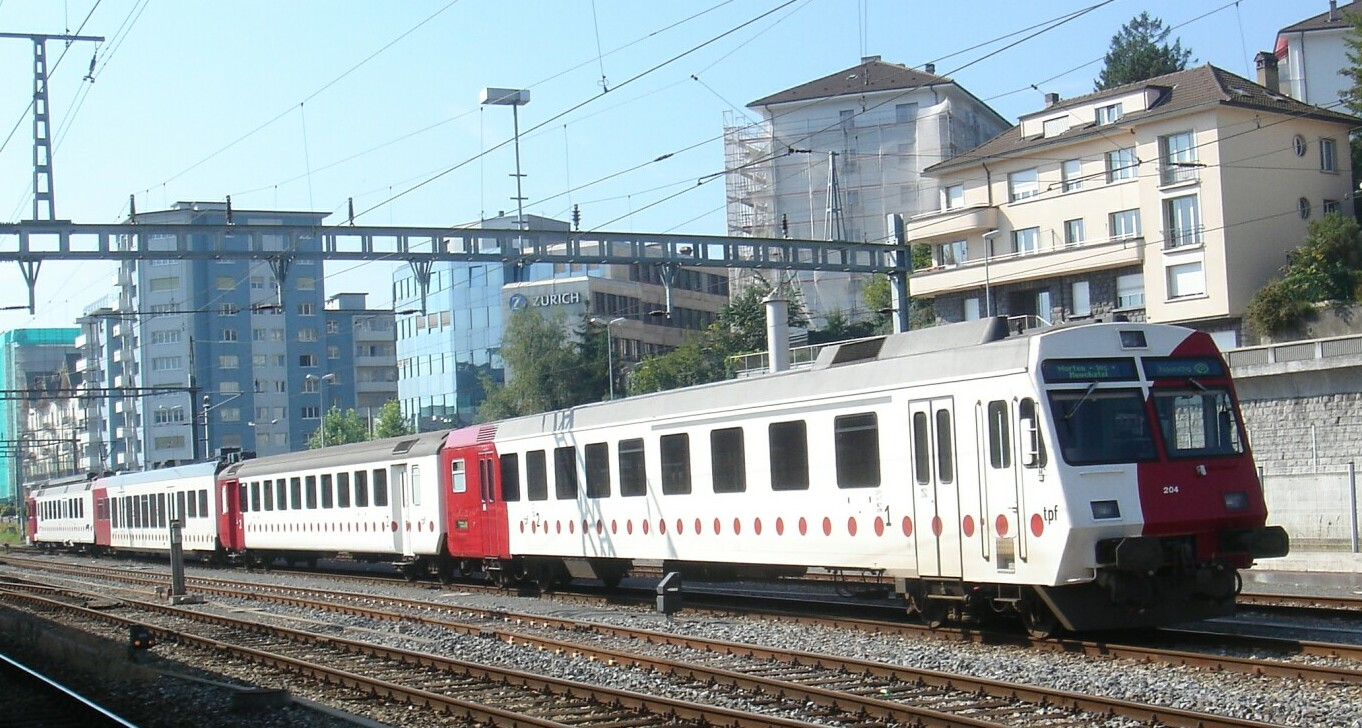
trn ABt 204 und RBDe 567 316 im tpf-Anstrich mit tpf B 361 und 369 in Freiburg

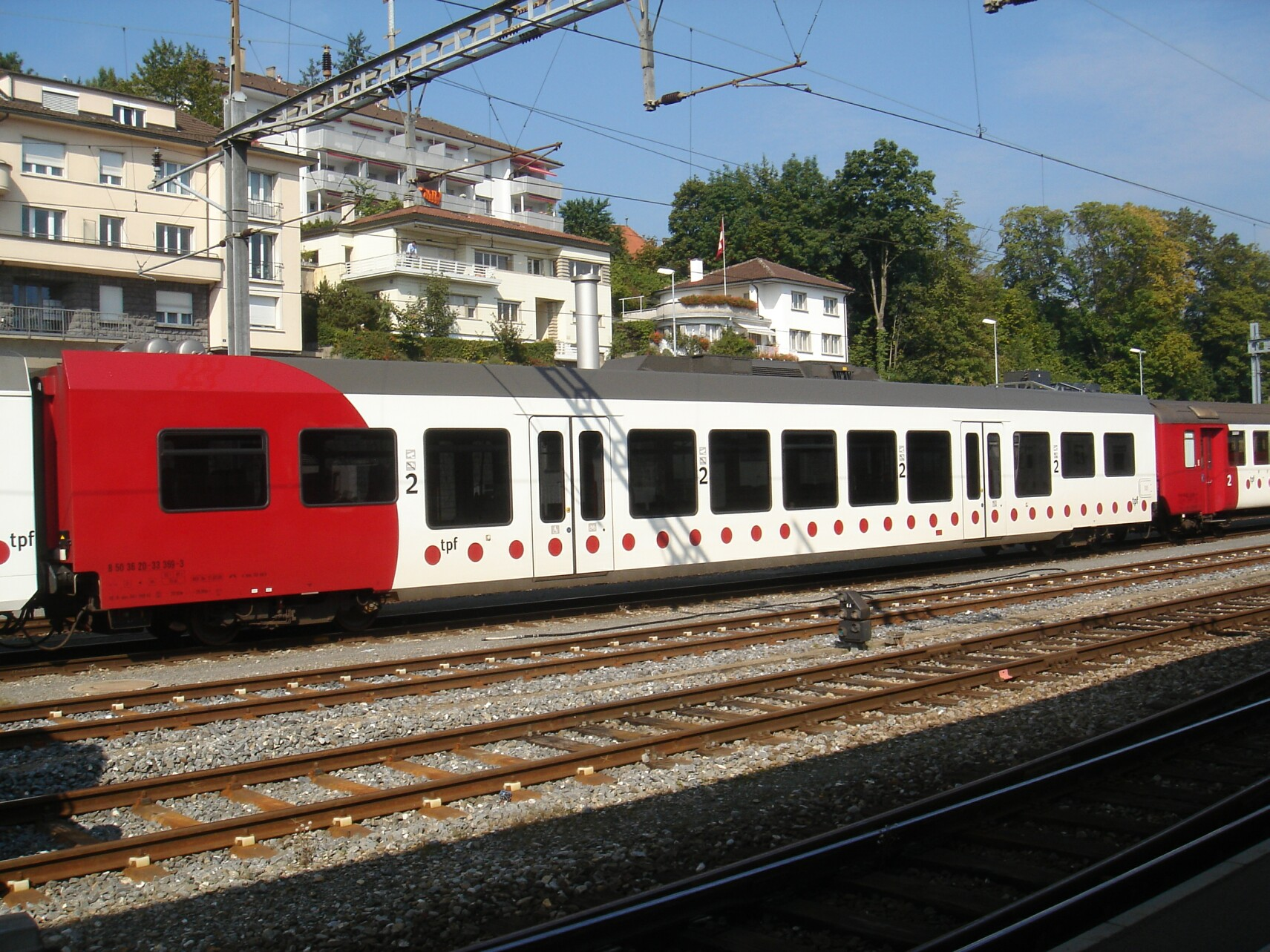
tpf-Niederflurwagen B 369 in Freiburg

Als TPF und TRN RBDe 567 sind zwei äusserlich verschiedene, von der elektrischen Ausrüstung her jedoch identische Triebwagentypen aus der Gruppe der «Privatbahn-NPZ» klassiert, von denen je vier Stück geliefert wurden.

## Lieferung 1983 mit zwei Führerständen
Je zwei RABDe 4/4 leiteten bei RVT (heute TRN) und GFM (heute TPF) die Modernisierung des Triebfahrzeugparks ein. Bei beiden Triebwagen wurde damit der jeweils einzige EAV-Triebwagen ersetzt, der aber das bis dahin modernste Fahrzeug dieser Bahnen dargestellt hatte. Der Kastenaufbau war grundsätzlich gleich wie beim BLS RBDe 565, aber durch das Ansetzen eines Führerstandes am Ende II mussten die Apparateschränke zurückversetzt werden. Das kleinere Abteil wurde ohne Veränderung des Sitzteilers als Erstklassabteil beschriftet. Die Kopfform der Triebwagen musste abgeändert werden, da eine Stirnwandtüre mit Faltenbalg eingebaut werden sollte. Dabei wurde auf die Front der 1978/79 an die SOB nachgelieferten Hochleistungstriebwagen zurückgegriffen. Die Fahrzeuge wurden mit den Nummern RVT 104–105 und GFM 171–172 in Betrieb gesetzt. Die GFM erhielt 1983 und 1985 je einen Steuerwagen Bt 371 und 373 mit identischer Kopfform. Im Weiteren wurden zur Fernsteuerung dieser Triebwagen drei Bt der EAV-Triebwagen adaptiert. Der RVT-Triebwagen 104 wechselte 1991/92 als 173 zur GFM. Der TRN-Zug aus RBDe 567 315 (ex RVT 105), B 301 (EW I) und ABt 202 (EW I) wurde 2013 an TRAVYS verkauft (TSI-Nummern 94 85 7567 174-8, 50 85 2035 475-6 und 50 85 80-33 375).

## Lieferungen 1985/91 mit einem Führerstand
Bei den Nachbeschaffungen wurde bei beiden Bahnen die BLS-Ausführung mit nur einem Führerstand übernommen, 1985 erhielt die RVT den RBDe 4/4 106 und 1991 den 107, die GFM im gleichen Jahr die RABDe 4/4 181–182. Wiederum wurde das kleinere Personenabteil als Erstklassabteil beschriftet. Nach Vorbild der BLS beschaffte die RVT hingegen ABt 204 (1985) und 205–206 (1991), die GFM Bt 381–382 (1991). Diese Steuerwagen können auch mit den Triebwagen der Lieferung 1983 eingesetzt werden und umgekehrt.

## UIC-Nummern
1993/94 erhielten die Triebwagen siebenstellige Nummern:
- RVT RBDe 567 315 und 316–317
- GFM RABDe 537 171–173 und 181–182

## Einsatz
Die Triebwagen übernahmen bei der GFM zuerst wesentliche Teile, danach praktisch den gesamten Verkehr als zweiteilige Pendelzüge auf der Strecke Freiburg–Murten–Ins, etwas später auch auf der Strecke Bulle–Romont, wobei hier der Steuerwagen nur in den Spitzenzeiten mitgeführt wurde. Auf beiden Strecken besorgten die Triebwagen auch den Güterverkehr, bis dieser 1996 an die „Trabis“ überging und seit Dezember 2006 von SBB Cargo mit eigenen Triebfahrzeugen ausgeführt wird. Bei der RVT fuhren die Triebwagen zuerst vierteilige Pendelzüge Neuchâtel–Fleurier–Buttes abwechselnd mit Pendelzügen der SBB. Mit der Ablieferung von zwei NINA in den Jahren 2002–03 (inzwischen an die BLS weiterverkauft) übernahmen diese die Hauptlast, der RBDe 567 317 mit B Jumbo 302, B 307 und ABt 205 fuhr hauptsächlich zu den Spitzenzeiten. Eine weitere Reduktion der Einsätze hat sich mit der Ablieferung der FLIRT ergeben.
Ab 2001, nicht zuletzt im Hinblick auf die Expo 02, wurden die Züge Freiburg–Ins bis Neuchâtel verlängert. Während der Expo verkehrten die Kompositionen anfänglich alle vierteilig. Seither werden alle Regionalzüge mit dreiteiligen Pendelzügen gefahren, einzelne Züge sind zusätzlich verstärkt. Auf der Strecke Bulle–Romont wurden diese Fahrzeuge zeitweise durch einen SBB RBe 540 und einen EAV-Triebwagen (ex Thurbo) ersetzt; seit Dezember 2011 kommen FLIRT der TPF und Domino der SBB zum Einsatz, die eine Direktverbindung bis/ab Freiburg beziehungsweise Bern gewährleisten.
Der schon lange nicht mehr eingesetzte TRN RBDe 567 184 (RBDe 317) wurde zusammen mit den Zwischenwagen B 305 und 306 sowie dem Steuerwagen ABt 205 an den DSF verkauft und am 8. September 2018 von Fleurier nach Koblenz überführt.

## Modernisierung
Die TRN liess ihren B 302 aus der Sammelbestellung der EAV-Triebwagen bei Bombardier zu einem Niederflur-Gelenkwagen B Jumbo umbauen und hat damit neben NINA und FLIRT einen weiteren Zug mit Niederflureinstieg verfügbar.
Die TPF modernisierte und klimatisierte ihre Fahrzeuge und zusätzlich den Pendelzug 316-204 der TRN, der mit TPF-Anstrich versehen im Einsatz ist. Während der Modernisierungsphase hatte die TPF weitere Fahrzeuge von der TRN gemietet. Die Modernisierung umfasste die Verlegung des Erstklassabteils in den Steuerwagen und die Beschaffung von drei passenden Niederflurzwischenwagen B 367–369 von Stadler (Inbetriebnahme 2006).
Die Triebwagen sind damit zu RBDe 567 171–173 und 181–182 umgezeichnet worden, wobei 53× für (R)ABDe und 56× für RBDe steht.
Der TRN ABt 206 wurde 2006 an die TPF verkauft und nach Modernisierung/Klimatisierung als ABt 383 eingereiht.
2021 verkauften die TPF die RBDe 567 181 und 182, die Steuerwagen ABt 50 85 80-35 381 und 382 sowie die niederflurigen Zwischenwagen B 50 85 20-35 367 und 369 den Chemins de fer du Jura (CJ) für den Einsatz auf der Strecke Porrentruy–Bonfol. Im Gegenzug übernahmen die TPF für den Betrieb der Durchmesserlinien S20/21 sowie der beiden RegioExpress-Linien RE2/RE3 des RER Fribourg/Freiburg von den SBB 14 drei- und vierteilige Domino-Züge RBDe 560 235–247 und 269. Im März 2022 verkaufte die TPF den RBDe 173 (ex RVT 104) mit B 508 (ex GFM 364) und ABt 383 (ex RVT 206) an Stadler Rail. Seit August 2023 verkehren nun sämtliche Domino-Züge als dreiteilige Kompositionen. Die Domino-Kompositionen 235 und 245 verkehren seit der Eröffnung des Abschnitts Broc-Village - Broc-Fabrique als Doppeleinheit (montags-freitags) und Einzeleinheit (samstags-sonntags) "Chocolat-Express" zwischen Bern und Broc-Fabrique.

## Zwischenwagen B Lego
Die GFM erhielt 1984 die Zwischenwagen B 364–365, die RVT 1985 den B 304 und 1992 die B 305–307. Ausserdem wurden auch die Zwischenwagen der EAV-Triebwagen verwendet. Der B 304 kam ab 2008 bei TRAVYS zum Einsatz. Die TSI-Nummern lauten 50 85 20-35 504 CH-TVYS 505 bis 507 CH-TRN sowie 508 und 509 CH-TPF.